# Michael Lassel
Michael Lassel (Szászludvég, Erdély 1948. december 19. –) német festőművész. A kortárs Trompe-l’oeil festészet kiemelkedő képviselője.

## Életpályája
Michael Lassel miután 1968 és 1972 között elvégezte Bukarestben a művészeti akadémiát, Segesváron oktatott művészetet a német gimnáziumban. 1986-ban családjával Németországban, a Nürnberghez közeli Fürthben telepedett le, ahol ma is alkot.

## Életműve
Pályája kezdetén a hagyományos absztrakt stílusban festett műveivel lett ismert 1980-ban.
Miután 1989-ben megismerkedett Párizsban a Pierre Gilou köré tömörülő trompe-l'oeil/Réalité csoporttal, évente több alkalommal találkozik az irányzat képviselőivel. Michael Lassel e stílus stilisztikai és tartalmi különlegességeit alkalmazva az évek során egy sajátos egyéni stílust fejlesztett ki. Művei széles körű tematikát karolnak át.
A nemzetközi művészvilágban elismerést nyertek a finom vonásokkal készült művei, melyek színgazdagságukkal és a humoros részleteikkel belopták magukat a képzőművészetet kedvelők szívébe.

## Honlap
- Michael Lassel